# Suzanne Bernard (écrivain)
Pour les articles homonymes, voir Suzanne Bernard et Bernard.
Suzanne Bernard est une romancière et critique littéraire française, née le 19 novembre 1932 à Lagny-sur-Marne et morte le 14 juillet 2007 à Paris 15e,.

## Biographie
Elle écrit des romans d'inspiration médiévale et des ouvrages sur la Chine où elle a travaillé dix ans dans le secteur culturel et dont l'histoire contemporaine l'a marquée profondément.
Lors d'une mission à la Société des gens de lettres de France en 2000, elle est chargée de l'inventaire des archives léguées par l'écrivain Jack Thieuloy, décédé en 1996, à la SDGL.
Son dernier livre, Le Passage, récit autobiographique publié en 2007, évoque le cancer qui l'atteint sans espoir de guérison selon ses médecins.

## Œuvres
- Le Temps des cigales, roman, Jean-Jacques Pauvert, 1975
- Rencontre avec un paysan français révolutionnaire, Jean-Jacques Pauvert, 1977
- (avec Shen Dali (it)) Les Enfants de Yenan, Stock, 1985  (ISBN 2-234-01854-4)
- Une étrangère à Pékin, roman, Plon, 1986
- Plus jamais Héloïse, roman, Julliard, 1988
- Un amour à Tian an Men, roman, Messidor, 1990
- La Fin d'Abélard, roman, Messidor, 1991
- La Malevie, roman, Stock, 1993  (ISBN 9782234025813)
- Automne chinois, roman, Scandéditions, 1994
- La Grande Errance, roman, Stock, 1994
- Les Époux vierges, biographie, Perrin, 1994
- La Malemort, roman, Stock, 1996
- Mademoiselle Su, récits, Bartillat, 1998  (ISBN 9782841001620)
- Nouveau voyage au pays d'autrefois, lettres de Pékin, roman, Payot, 1999  (ISBN 9782228892179)
- La Béguine, roman, Stock, 2000  (ISBN 9782234052727)
- Chair à papier, récit autobiographique, Le Temps des Cerises, 2002  (ISBN 9782841093816)
- La Mythologie chinoise, avec Yan Hansheng, Édition You Feng, 2002  (ISBN 9782842791223)
- Le Rêve chinois, Le Temps des cerises, 2004  (ISBN 9782841094806)
- Qiu Jin, féministe, poète et révolutionnaire, Le Temps des cerises, 2006  (ISBN 9782841095964)
- Le Passage, Le Temps des cerises, 2007  (ISBN 9782841096589)